# القراقرة (لقراقرة)
القراقرة هي إحدى مشيخات المملكة المغربية، تتبع جغرافيا لإقليم سطات وإداريًا للقراقرة. يقدر عدد سكانها بـ 10262 نسمة حسب الإحصاء الرسمي للسكان والسكنى لسنة 2004.